# Port-Margot
Port-Margot (Pòmago en créole haïtien) est une commune d'Haïti située dans le département du Nord et l'arrondissement de Borgne.

## Géographie
La ville de Port-Margot est située au nord-ouest de la ville de Limbé et à l'est de la ville de Borgne. La ville est traversée par la rivière de Port-Margot.
Port-Margot possède plusieurs plages de sable, la baie de l'Anse à Chouchou, Coco, Coup de sable, Cabaret et Pas Kannot, ainsi que le bassin Waka, qui est situé dans le secteur de Novion.

## Démographie
La commune est peuplée de 45 360 habitants(recensement par estimation de 2009).

## Histoire
Avec l'île de la Tortue, Port-Margot est le premier établissement français sur l'île d'Hispaniola : c'est là que François Levasseur débarque en 1640, envoyé par Philippe de Longvilliers de Poincy, lieutenant-général des îles d'Amériques pour le roi de France. Il prend le commandement de l'île de la Tortue, dont il est le premier gouverneur.
En 1679, Port-Margot est le théâtre d'une rébellion d'esclaves, dirigée par un prêtre nommé Père Jean.
La paroisse de Port-Margot est fondée en 1711, sous le patronage de sainte Marguerite.

## Administration
La commune est composée des sections communales de :
| - Grande Plaine - Bas Petit Borgne - Corail | - Haut Petit Borgne - Bas Quartier (dont le quartier « Bayeux ») - Bras Gauche (dont le quartier « Petit-Bourg ») |

## Économie
L'économie locale repose, d'une façon générale, sur l'agriculture et la culture du cacao, du café et des fruits.

## Personnalités liées à la ville
- François Levasseur, mort en 1652, officier de marine et administrateur colonial français.
- Iléus Papillon, né en 1984 à Port Margot, poète, journaliste et essayiste.